# Панаирен мост
Панаирният мост, или Мост на Панаира, е мост над река Марица в Пловдив, до панаирните палати в града. Мостът е част от булевард „Цар Борис III – Обединител“.

## История
При прокопаването на тунела в Пловдив през 1950-те години изгребаните камъни и чакъл от него са предназначени за поставяне на основите на нов мост, който да свърже формиращия се от тунела булевард с панаирните палати, установени на север от река Марица. Строителството започва през 1949 г. и след това е изоставено. Първоначално до строежа на моста е изградено помощно дървено съоръжение между двата бряга, което е използвано от пешеходци в двете посоки. Придошлата река през лятото на 1957 г. първо пречупва дървения мост на две, а после отнася лявата му половина. По-късно течението отнася и другата част.
Строителството на панаирния мост е подновено през 1959 г. Мостът е дълъг 165 метра и е продължение на един от централните булеварди „Г. Димитров”. Съоръжението е пуснато в експлоатация 127 дни предсрочно – на 25 август 1960 г.
Конструкцията на моста е от типа мостове, предварително напрегнати по системата „Маниел“. Мостът на панаира е с отвори от 32,70 м, изпълнен от греди с маса 58,5 м, произведени на брега и навлечени в отворите по тясно дървено скеле. Проектанти са Илчо Илчев, Иван Николов и Екатерина Недялкова.